# Blachia pentzii
Blachia pentzii là một loài thực vật có hoa trong họ Đại kích. Loài này được (Müll.Arg.) Benth. mô tả khoa học đầu tiên năm 1880.